# 莱茵河畔哈特海姆
莱茵河畔哈特海姆（德語：Hartheim am Rhein，發音：[ˈhaʁtˌhaɪm ʔam ˈʁaɪn]）是德国巴登-符腾堡州弗赖堡行政区布赖斯高-上黑林山县的市镇，面积26.05平方千米，2023年12月31日人口为4,982人。